# Tsurushi

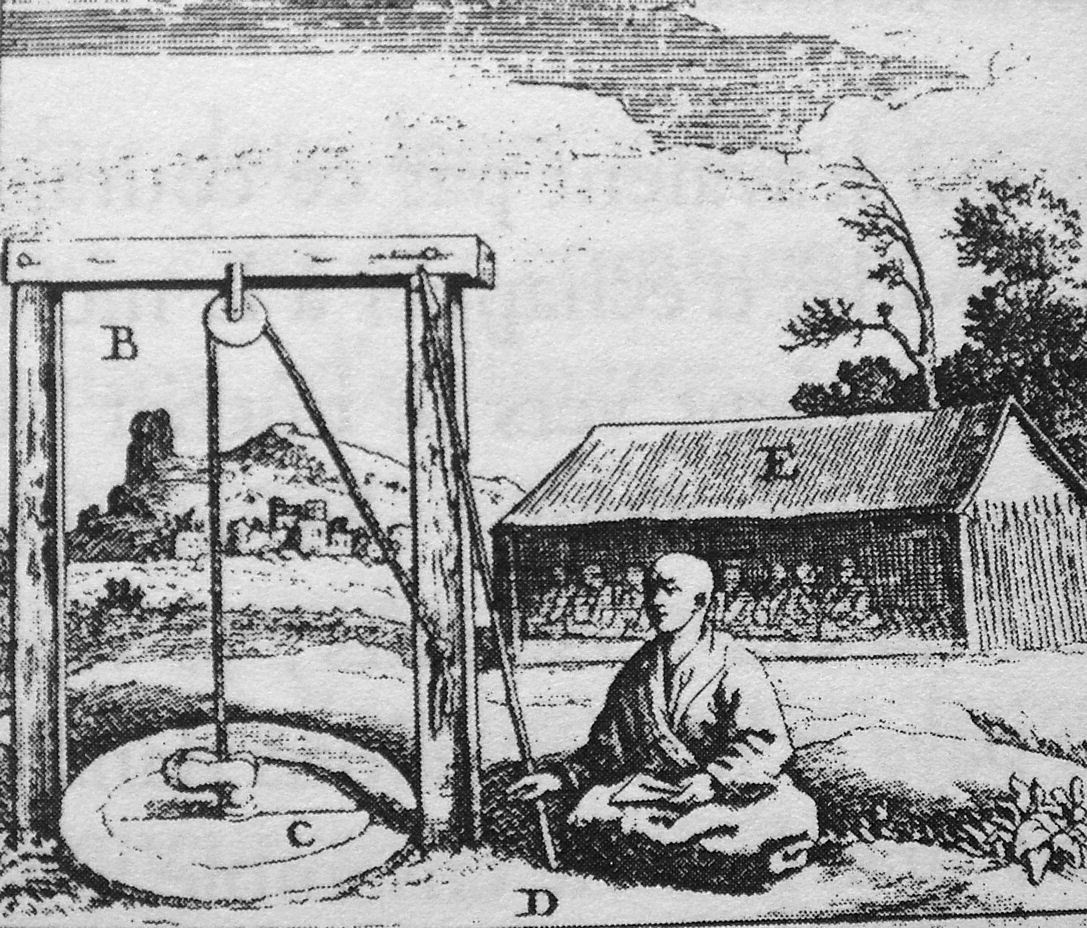
Illustration du tsurushi.

Le tsurushi (吊るし, « pendaison inversée ») est une méthode japonaise de torture employée au XVIIe siècle afin de contraindre les chrétiens — les kirishitan — à abjurer leur foi.
Des chrétiens, aussi bien japonais qu'occidentaux, sont soumis à la torture. Tandis que le torturé est suspendu par les pieds avec une corde, une de ses mains est tenue serrée avec une corde, mais une autre pend librement, de sorte que le torturé peut signaler qu'il est prêt à se rétracter.
Le tsurushi passe pour être insupportable à ceux qui y sont soumis. Le corps est descendu dans un trou, souvent rempli d'excréments. En règle générale, une entaille est faite dans le front afin de diminuer la pression sanguine dans la tête.
La vie des chrétiens qui se rétractent est épargnée, mais la plupart refusent de renier leur foi. Une victime notable de cette méthode de torture est Lorenzo Ruiz, premier martyr philippin canonisé par l'Église catholique.